# A-68930
A-68930是一种人工合成的含氮有机化合物，化学式C16H17NO3，能作为多巴胺受體D1的激动剂。它可以环己酮邻苯二酚缩酮和苯基环氧乙烷为原料经多步反应制得。